# Ocnișoara
Ocnișoara – wieś w Rumunii, w okręgu Alba, w gminie Lopadea Nouă. W 2011 roku liczyła 26 mieszkańców.